# Mário de Andrade
Mário Raul de Morais Andrade (São Paulo, 9 de octubre de 1893-Ib., 25 de febrero de 1945) fue un poeta, novelista, ensayista, y musicólogo brasileño.
Fue uno de los miembros fundadores del modernismo brasileño. En 1922 participó activamente en la Semana de Arte Moderno de São Paulo, que tuvo una gran influencia en la renovación de la literatura y de las artes en Brasil. Su segundo libro de poesía, Paulicéia desvairada, publicado ese mismo año, marca para muchos el inicio de la poesía modernista brasileña. 
Durante los años 20 continuó su carrera literaria, al tiempo que ejercía también la crítica musical y de artes plásticas en la prensa escrita. En 1928 publicó su novela más reconocida, Macunaíma, considerada una de las obras capitales de la narrativa brasileña del siglo XX.

## Biografía

### Años de formación
Andrade nació en São Paulo, ciudad en la que vivió durante prácticamente toda su vida, en el número 320 de la Rua Aurora, donde residían sus padres, Carlos Augusto de Moraes Andrade y Maria Luísa Leite Moraes Andrade. En su infancia fue considerado un niño prodigio como pianista. Al mismo tiempo, estudiaba historia, arte y, especialmente, poesía. Tenía un sólido dominio de la lengua francesa, y leyó durante su infancia a Rimbaud y a los principales poetas simbolistas franceses. Aunque escribió poesía desde su más tierna infancia (su primer poema data de 1904), su primera vocación fue la música, y en 1911 se matriculó en el Conservatorio de São Paulo.
En 1913 su hermano Renato, que tenía entonces catorce años, murió a consecuencia de un golpe recibido mientras jugaba al fútbol, lo cual causó a Mário una honda conmoción. Abandonó el conservatorio y se retiró a la hacienda familiar en Araraquara. Este incidente significó el final de su proyectada carrera como concertista de piano, ya que le produjo un temblor en las manos que en lo sucesivo le impidió tocar. Por ello, decidió convertirse en profesor de música, al tiempo que comenzaba a tomarse un interés más serio por la literatura. En 1917, año en que concluyó sus estudios de piano, publicó su primer libro de poemas, Há uma gota de sangue em cada poema, con el seudónimo de Mário Sobral. La obra contiene ya indicios de la creciente sensibilidad del autor hacia los rasgos distintivos de la identidad brasileña, pero, como ocurre con la mayor parte de la poesía brasileña de la época, no destaca por su originalidad: es evidente su deuda con la poesía europea de la época, particularmente francesa. 
Tras la publicación de su primer libro de poemas, Andrade decidió ampliar el ámbito de su escritura. Dejó São Paulo para viajar al campo, e inició una actividad que continuaría durante el resto de su vida: la meticulosa documentación acerca de la historia y cultura (sobre todo la música) del interior de Brasil, tanto en el estado de São Paulo y en Minas Gerais, que le interesó profundamente por su arte barroco de época colonial, como en las áreas más agrestes del nordeste del país. Publicó ensayos en revistas de São Paulo, que a veces ilustraba con fotografías de su autoría, y fue, sobre todo, acumulando información acerca de la vida y el folclore brasileños. Al tiempo que emprendía estos viajes de investigación, Andrade impartía clase de piano en el Conservatorio, y en 1921 se convirtió en profesor de Historia del Arte de dicha institución.

### El Grupo de los Cinco. La Semana de Arte Moderno (1922)
Por la misma época en que Andrade llevaba a cabo sus intensos trabajos como investigador del folclore brasileño, hizo amistad con un grupo de jóvenes artistas y escritores de São Paulo que, como él, estaban interesados por el naciente modernismo europeo. Algunos de ellos se integrarían más adelante en el llamado Grupo dos Cinco: el propio Andrade, los poetas Oswald de Andrade (sin ninguna relación de parentesco con Mário de Andrade, a pesar de la coincidencia de los apellidos)  y Menotti del Picchia, y las pintoras Tarsila do Amaral y Anita Malfatti. Malfatti había visitado Europa en los años previos a la Primera Guerra Mundial, y había sido la introductora del expresionismo en Brasil. 
En 1922, mientras preparaba la publicación de Paulicéia desvairada, Andrade colaboró con Malfatti y Oswald de Andrade en la organización de un acontecimiento que tenía como propósito difundir las creaciones del grupo modernista de São Paulo entre un público más amplio: la Semana de Arte Moderna ("Semana de arte moderno"), que se desarrolló en el Teatro Municipal de la ciudad brasileña entre los días 11 y 18 de febrero. Además de una exposición de cuadros de Malfatti y otros artistas vinculados al modernismo, durante estas jornadas se llevaron a cabo lecturas literarias y conferencias sobre arte, música y literatura. Andrade fue el organizador principal y uno de los más activos participantes en el evento, que, aunque fue inicialmente saludado con escepticismo, congregó a un numeroso público. Andrade mismo impartió varias conferencias. Una de ellas sería posiblemente el germen de un texto programático que publicaría en 1925, con el título de Escrava que não é Isaura. 
Los miembros del Grupo de los Cinco continuaron trabajando juntos durante la década de 1920, durante la cual su reputación creció y la hostilidad hacia sus innovaciones fue gradualmente disminuyendo. Mário de Andrade colaboró, por ejemplo, en la Revista de Antropofagia, fundada por Oswald de Andrade en 1928. Mário y Oswald de Andrade fueron los principales impulsores del movimiento modernista brasileño. Según Paulo Mendes de Almeida, que fue amigo de ambos:

Estos dos tipos tan diversos de intelectual se complementaban admirablemente. Mário era rumiante. Desconfiaba de lo fácil e incluso de la misma facilidad. Era hombre de pensar y de repensar. A él, pues, se adecuaba, perfectamente, el papel de teorizador documentado. Oswald, por el contrario, se entregaba a las primeras ideas, cuando todavía eran más propiamente sensaciones o sentimientos que ideas. [...] Y fueron así ellos, el elemento de cohesión de todo el grupo, al cual transmitían audacia, seguridad y entusiasmo.

Sin embargo, al año siguiente, los dos poetas se enemistaron, lo que supuso la ruptura del Grupo de los Cinco. De las astillas del grupo original surgieron sin embargo grupos nuevos. De hecho, gran parte de los movimientos vinculados al modernismo brasileño tienen su origen en la Semana de Arte Moderno.

### Últimos años
Cuando, en 1930, Getúlio Vargas se convirtió en dictador, Andrade, que pertenecía a la clase terrateniente, vio declinar sus perspectivas laborales. Logró conservar su puesto en el Conservatorio, donde era catedrático de Estética e Historia de la Música, y continuó investigando la música folclórica: durante la década de 1930 reunió una ingente colección de grabaciones de campo de canciones y otras formas musicales.
En 1935, durante una época inestable del gobierno de Vargas, organizó, junto al escritor y arqueólogo Paulo Duarte un Departamento de Cultura unificado para la ciudad de São Paulo (Departamento de Cultura e Recreação da Prefeitura Municipal de São Paulo), del que el mismo Andrade se convirtió en director. El Departamento de Cultura tenía como finalidad declarada, según su acta de fundación, "conquistar y divulgar para todo el país la cultura brasileña" El ámbito de competencias del recién creado Departamento de Cultura era bastante amplio: supervisaba la investigación cultural y demográfica, estaba encargado de la construcción de parques y lugares de recreo y contaba con una importante sección de publicaciones. Andrade ejerció su cargo con la ambición que lo caracterizaba, utilizándolo para ampliar su trabajo sobre folclore y música popular, al tiempo que organizaba numerosas representaciones, conferencias y exposiciones. Trasladó su colección de grabaciones al Departamento de Cultura. Acrecentar la colección se convirtió en una de las principales funciones del Departamento, bajo la supervisión de una antigua alumna de Andrade, Oneyda Alvarenga. Los fondos discográficos, denominados Discoteca Municipal, eran "posiblemente los mejores y mejor organizados de todo el hemisferio".
En el marco del Departamento de Cultura realizó sus primeras investigaciones el antropólogo Claude Lévi-Strauss, entonces profesor visitante en la Universidad de São Paulo. Otro de sus grandes logros fue la llamada Misión de Pesquisas Folclóricas (Missão de Pesquísas Folclóricas), que en 1938 visitó más de treinta localidades en seis estados brasileños diferentes en busca de material etnográfico, especialmente en lo concerniente a la música. La misión debió interrumpirse, sin embargo, cuando, en 1938, poco después de que Vargas instaurase el régimen conocido como Estado Novo, Andrade dimitió de su cargo en el Departamento de Cultura. 
Tras su dimisión, Andrade se trasladó a Río de Janeiro para tomar posesión de un nuevo puesto en la Universidad Federal. Durante su permanencia en la misma, dirigió el Congresso da Língua Nacional Cantada (Congreso de Lengua Nacional Cantada), importante evento sobre folclore y música folclórica. En 1941 regresó a São Paulo y recuperó su antiguo puesto en el Departamento de Cultura, aunque no trabajó con la misma intensidad que antes en la organización de sus actividades.
Andrade falleció en su residencia de São Paulo a causa de un infarto de miocardio, el 25 de febrero de 1945, cuando tenía 51 años. Dadas sus diferencias con el régimen, no hubo una reacción oficial significativa ante su fallecimiento. Diez años después, sin embargo, cuando se publicaron, en 1955, sus Poesías completas, ya fallecido Vargas, comenzó la consagración de Andrade como una de las principales personalidades culturales de Brasil. En 1960 se le dio su nombre a la Biblioteca Municipal de São Paulo.

## La poesía
Como poeta, Mário de Andrade es considerado uno de los fundadores del modernismo brasileño. Aunque ya en 1917 había publicado su primer libro de poemas, Há uma gota de sangue en cada poema, esta obra, de influencia parnasiana y de intención pacifista, no supuso una ruptura con la poesía anterior. Habría que esperar a su segundo libro, Paulicéia desvairada, para que tomase forma la nueva estética modernista. 

### Paulicéia desvairada
Jack E. Tomlins, traductor al inglés del segundo libro de Andrade, relata en su introducción a la citada obra los acontecimientos que precedieron a la escritura del segundo libro de Andrade. En 1920 el poeta acababa de conocer al escultor modernista Victor Brecheret, y había adquirido una escultura suya, titulada "Busto de Cristo", en la que el fundador del cristianismo era representado como un brasileño con trenzas. A la familia de Andrade le molestó esta obra, lo cual desconcertó al poeta, que se retiró a su habitación. Más tarde recordaría, en una conferencia, que, todavía "delirante", se asomó al balcón y "miró a la plaza de abajo sin verla realmente". 

Ruidos, luces, el ingenuo bromear de los taxistas: todo esto flotaba ante mí. Estaba aparentemente tranquilo y no pensaba en nada en particular. No sé qué me ocurrió de repente. Fui a mi escritorio, abrí un cuaderno, y escribí un título que nunca antes se me había pasado por la cabeza: Paulicéia Desvairada

Manteniendo este título, que en español podría traducirse, según José María Valverde, por "Sanpaulada desvariada", Andrade trabajó en su nuevo libro durante los dos años siguientes. Pronto produjo un "cántico bárbaro", como él mismo lo denominó en una conferencia, y poco a poco fue reduciéndolo hasta que se quedó en la mitad de su extensión original. 
Estos poemas eran enteramente diferentes de su obra anterior, más formal y abstracta. Los versos, de muy diferente extensión y estructura sintáctica, consistían fundamentalmente en una serie de descripciones impresionistas y fragmentarias, en las que se intercalaban, como si se escucharan por casualidad, fragmentos de discurso en el dialecto de São Paulo. El yo lírico de estos poemas a menudo parece abrumado por el laberinto de diálogos que constantemente le interrumpe, como en el poema "Colloque Sentimental":  
|  | A rua toda nua . . . As casas sem luzes . . . E a mirra dos martírios inconscientes . . . | "La calle toda desnuda. . . Las casas sin luces . . . Y la mirra de los martirios inconsciente . . ." |
|  | —Deixe-me pôr o lenço no nariz. Tenho todos os perfumes de Paris!                         | "Déjeme llevarme el pañuelo a la nariz. ¡Tengo todos los perfumes de París!"                          |

Cuando completó el libro, Andrade escribió lo que llamó un "Prefácio interessantíssimo", en un intento de explicar retrospectivamente el contexto teórico de los poemas. El prefacio no pretende ser tomado demasiado en serio ("Este prefacio, a pesar de interesante, es inútil"), pero es sumamente ambicioso, y presenta una teoría no sólo acerca de la poesía, sino de la estética del lenguaje, con la finalidad de explicar las innovaciones de sus poemas. Andrade explica la dificultad de sus poemas en términos musicales: 
```

```

Hay ciertas figuras de retórica en las que podemos ver el embrión de la armonía oral, al igual que vemos el germen de la armonía musical en la lección de las sinfonías de Pitágoras.  Antítesis: genuina disonancia.

El poeta diferencia, sin embargo, entre lenguaje y música, en cuanto que las "palabras no se fusionan como las notas; más bien se revuelven entre ellas, y se hacen incomprensibles".
A pesar de que su compañero de generación Oswald de Andrade se había referido a él como futurista, Mário rechaza esta etiqueta. Le desagrada el futurismo por cuanto supone, a su juicio, una actitud únicamente destructiva, aunque es innegable que su estética tiene numerosos puntos de contacto con dicho movimiento.
Otro aspecto central de la poética de Andrade, tal y como se expresa en el Prefácio interessantísimo, es la voluntad de alcanzar una expresión propia para la literatura brasileña, distanciándose, incluso en lo lingüístico, de la tradición portuguesa. "Escribo en brasileño", llegó a afirmar en el prefacio a Paulicéia desvairada.

### Poesía posterior
El siguiente libro de poemas de Andrade, Losango cáqui (publicado en 1926, pero escrito en 1922), continúa en la misma línea que su obra anterior. En Clá do jabuti (1927) y Remate de males (1930), hace un amplio uso de sus investigaciones etnográficas. 
A partir de 1930, coincidiendo con la Revolución de 1930, su obra poética cambia de rumbo. Parte de su obra posterior, como Poesía (1942), se desliza hacia un tono más intimista y reflexivo, al tiempo que mantiene otra línea de denuncia política y social, con obras como O carro da miséria y Lira paulistana (1946).  
A esta última obra pertenece un largo poema titulado "Meditação Sôbre o Tietê", una obra densa y compleja, que fue desestimada por sus primeros críticos por considerarla "carente de significado", aunque la crítica reciente sobre el poema se manifiesta en términos bastante más halagüeños. David T. Paterson la ha comparado con el poema Paterson de William Carlos Williams, un poema épico inconcluso con una construcción sumamente compleja. La Meditação es un poema sobre la ciudad: se centra en el río Tietê, que atraviesa São Paulo. El poema es al mismo tiempo una summa de la trayectoria poética de Andrade, en diálogo con otros poemas escritos mucho antes, y un poema de amor al río y a la propia ciudad.

## La narrativa de Mário de Andrade.Macunaíma.
Mário de Andrade fue también un destacado narrador. Cultivó el relato breve, en colecciones como Primeiro andar (1926) y Contos novos (1946), así como la crónica (Os filhos da Candinha, 1945). Fue autor de dos novelas: Amar, verbo intransitivo (1927) y Macunaíma (1928). La primera causó cierto escándalo en su momento, ya que narra la iniciación sexual de un adolescente por una mujer madura, una institutriz alemana contratada por el padre del joven. La segunda, que desde su primera edición se presenta como una rapsodia, y no como novela, es considerada una de las novelas capitales de la literatura brasileña.
La inspiración para esta novela le llegó a Andrade con la lectura de la obra de un etnógrafo alemán, Koch-Grünberg, quien en el libro Von Roraima zum Orinoco había recopilado leyendas e historias de los indios taulipangues y arecunás, de la Amazonia brasileña y venezolana. A partir de estos materiales, Andrade creó lo que llamó rapsodia, término que entronca con la literatura de tradición oral, y tiene también relación con la actividad del autor como musicólogo.
El protagonista de la obra, el indígena Macunaíma, llamado "el hombre sin ningún carácter", representa para el autor al pueblo brasileño, ya que, según señala Andrade en el prólogo a la novela:

El brasileño no tiene carácter porque no posee civilización propia ni conciencia tradicional.

La novela, que consta de diecisiete capítulos y un epílogo, refiere cómo el héroe, Macunaíma, descendiente de la tribu de los Tapanhumas, vence a Ci, reina de las amazonas, a la que convierte en su esposa, y le quita un amuleto de piedra en forma de caimán (la "muiraquitã"), que da la felicidad. Un traficante de São Paulo roba el amuleto a Macunaíma, quien, para recuperarlo, emprende un viaje a la ciudad, junto con sus hermanos Maanape y Jiquê. En este pasaje, de alguna forma Andrade invierte las crónicas de la conquista del siglo XVI, ya que es el indio el que "invade" la civilización europea. El traficante, Venceslau Pietro Pietra, que es en realidad el gigante antropófago Piaimã, es vencido por Macunaíma. Tras recuperar el amuleto, el héroe regresa al Amazonas con sus hermanos, pero su aldea ha sido totalmente devastada. Sólo queda un papagayo, al que el héroe relata sus hazañas para que se salven del olvido. Finalmente, el protagonista se transforma en una de las estrellas de la Osa Mayor. En el epílogo de la obra, se revela cómo el narrador de los diecisiete capítulos de la novela ha conocido las aventuras de Macunaíma gracias al papagayo.
El estilo de la obra mezcla vívidas descripciones de la jungla y la ciudad con abundantes elementos fantásticos, en la línea de lo que más tarde se denominaría "realismo mágico". Se han señalado las semejanzas de esta "rapsodia" de Andrade con el romance medieval, ya que las aventuras de Macunaíma se desarrollan en un espacio mágico, fuera del tiempo y del espacio; así como con la novela picaresca.
Macunaíma plantea, mediante su personaje protagonista, el choque cultural del indígena amazónico con la cultura europea, en la línea de la preocupación de Andrade por la identidad brasileña. La novela refleja también el encuentro entre diferentes lenguas y registros lingüísticos.

## Obras sobre musicología y folclore
Los trabajos de Andrade fueron decisivos en la historia de la etnomusicología brasileña, y tuvieron una gran influencia en trabajos similares llevados a cabo en otras partes del mundo, incluyendo las muy conocidas grabaciones de Alan Lomax. 
Durante los años 20, Andrade, que viajaba continuamente por el interior de Brasil, estudiando su folclore, comenzó a formular una compleja teoría de las dimensiones sociales de la música folclórica, que es al mismo tiempo nacionalista y profundamente personal. Esta teoría está recogida en su obra Ensayo sobre música brasileña (Ensaio sobre a música brasileira, 1928), que, aunque resultó bastante controvertida en el momento de su publicación, es considerada hoy «la "biblia" del nacionalismo musical brasileño erudito».
Durante la época en que dirigió el Departamento de Cultura, en los años 30, Andrade fue aquilatando sus teorías musicales. Su intención era reunir sus investigaciones en una teoría general. Coherente con la necesidad modernista de romper con el pasado, formuló una distinción entre la música clásica de la Europa de los siglos XVIII y XIX y lo que llamaba la música del futuro, que estaría basada al mismo tiempo en los planteamientos rupturistas del modernismo en lo formal y en la comprensión de la música popular. Según su punto de vista, la música del pasado estaba concebida en término espaciales, tanto en cuanto al contrapunto, que consiste en múltiples voces combinadas en una alineación vertical, como en lo que se refiere a las formas sinfónicas, en las que la voz dominante es proyectada por encima de un complejo acompañamiento. La música del futuro sería compuesta según criterios más temporales que espaciales, y esta música temporal no estaría inspirada en un "recuerdo contemplativo", sino en la profunda añoranza o anhelo que en portugués se expresa con la palabra saudade.
Los viajes de Andrade no fueron únicamente fructíferos para la investigación etnográfica y musicológica. En 1927 comenzó a escribir para O Diario Nacional un diario de viajes titulado "O Turista Aprendiz" ("El turista aprendiz"), con el cual pretendía mostrar al público de las ciudades la riqueza cultural del Brasil indígena (en el "Diario" se recogen sus viajes por la Amazonia y por los estados del Nordeste brasileño), y que le sirvió al mismo tiempo para promocionar su obra literaria. Ilustrando su columna periodística se publicaron varias fotografías realizadas por él, tanto paisajes como retratos; en algunas, incluso, aparece el propio poeta.

## Obras (selección)
| - Há uma gota de sangue em cada poema (1917) - Paulicéia desvairada (1922) - Losango cáqui (1926) - Clã do jabuti (1927) - Remate de males (1930) - Poesías (1941) Publicados póstumamente: - Lira paulistana (1946) - O carro da miséria (1946) - Poesías completas (1955). | - A escrava que não é Isaura (1925) - Ensaio sobre música brasileira (1928) - Compêndio de História de Música (1929) - O Aleijadinho de Álvares de Azevedo (1935) - Lasar Segall (1935) - O Movimento Modernista (1942) - O baile das quatro artes (1943) - O empalhador de passarinhos (1944) Póstumas: - Ensaio sobre a música brasileira (1962) [edición aumentada]. - O banquete (1978). |

| - Amar, Verbo Intransitivo (1927) - Macunaíma (1928) - Pedro Malazarte, libreto para una ópera puesto en metro músico por Mozart Camargo Guarnieri | - Primeiro andar (1926) - Belasarte (1934) - Os filhos da Candinha (1943) Póstumos: - Contos novos (1947) Póstumos: - O turista aprendiz (1977) |

### Traducciones al español
- Música del Brasil. Buenos Aires: Schapire, 1944.
- Macunaíma. Barcelona: Seix Barral, 1977.
- Obra escogida : novela - cuento - ensayo - epistolario. Caracas: Biblioteca Ayacucho, 1979.
- Amar, verbo intransitivo: idilio. Caracas: Monte Ávila, 1982.
- Macunaíma. Barcelona: Octaedro, 2004.k

### En español
- Alonso, Rodolfo: "Vanguardia y nacionalismo en la poesía de Mário de Andrade". Plural: Revista Cultural de Excelsior, 206 (noviembre de 1988); pp. 4-15.
- Trias Folch, Luisa. Literatura brasileña. Madrid: Síntesis, 2007. ISBN 84-9756-446-4.
- Giobellina Brumana, Fernando: "Mário de Andrade y la Missão de Pesquísas Folclóricas' (1938): Una etnografía que no fue", en Revista de Indias, 237 (2006); pp. 545-572.

### En inglés
- Albuquerque, Severino João. "Construction and Destruction in Macunaíma." Hispania 70, 1 (1987), 67–72.
- Filho, João Freire and Micael Herschmann. "Debatable Tastes! Rethinking Hierarchical Distinctions in Brazilian Music." Journal of Latin American Cultural Studies 12, 3 (2003), 347-58.
- Gabara, Esther. "Facing Brazil: The Problem of Portraiture and the Modernist Sublime." CR: The New Centennial Review 4,2 (2004) 33–76.
- Green, James N. "Challenging National Heroes and Myths: Male Homosexuality and Brazilian History." Estudios Interdisciplinarios de América Latina y el Caribe 12, 1 (2001).  Online Archivado el 23 de febrero de 2008 en Wayback Machine..
- Haberly, David T. "The Depths of the River: Mário de Andrade's Meditação Sôbre o Tietê." Hispania 72,2 (1989), 277–282.
- López, Kimberle S. "Modernismo and the Ambivalence of the Postcolonial Experience: Cannibalism, Primitivism, and Exoticism in Mário de Andrade's Macunaíma".  Luso-Brazilian Review 35, 1 (1998), 25–38.
- Luper, Albert T. "The Musical Thought of Mário de Andrade (1893–1945)." Anuario 1(1965), 41–54.
- Nunes, Maria Luisa. "Mário de Andrade in 'Paradise'." Modern Language Studies 22,3 ((1992), 70–75.
- Popson, Drew. "Brazilian Modernism: Landscapes, Cityscapes, and National Identity" 2004 Bridges Summer Research Report, Center for Latin American Studies, University of California at Berkeley.
- Willis, Bruce Dean. "Necessary Losses: Purity and Solidarity in Mário de Andrade's Dockside Poetics." Hispania 81, 2 (1998), 261–268.